# Monti Denfeld
I monti Denfeld sono una catena montuosa situata nella parte nord-occidentale della Terra di Marie Byrd, in Antartide. Sita in particolare sulla costa di Ruppert, la catena, che fa parte del più vasto gruppo delle catene Ford e le cui montagne risultano piuttosto disperse, è affiancata a nord dal ghiacciaio Crevasse Valley, che la separa dai monti Fosdick, e a sud da una spianata ghiacciata che la separa dai monti Swanson; la sua vetta più alta è quella di un rilievo tuttora senza nome che arriva a 1180 m s.l.m..

## Storia
Scoperti il 5 dicembre 1929 nel corso della spedizione antartica comandata da Richard Evelyn Byrd e condotta tra il 1928 e il 1930, e successivamente cartografati più in dettaglio sia durante la spedizione condotta nel 1933-35, sia durante quella del Programma Antartico degli Stati Uniti d'America condotta tra il 1939 e il 1941, entrambe sempre al comando di Byrd, i monti Denfeld sono stat così battezzati in onore dell'ammiraglio Louis E. Denfeld, Capo delle Operazioni Navali e membro dello Stato maggiore congiunto statunitense, che fornì la sua assistenza nella pianificazione e nell'organizzazione dell'Operazione Highjump, condotta dal 1947 al 1948.